# Watertoren (Zierikzee)
De watertoren in Zierikzee, in de Nederlandse provincie Zeeland, is gebouwd tussen 1928 en 1930 en was ontworpen door architect A.J. Ilcken. De watertoren was geheel van gewapend beton en had een hoogte van 53,00 meter en een waterreservoir van 500 m³. De toren is op 19 februari 1945 door Duitse troepen opgeblazen. Na de oorlog werd de toren niet herbouwd maar vervangen door een opjaagstation op een andere locatie.
Aanvankelijk was het de bedoeling de Sint-Lievensmonstertoren te gebruiken, er was daartoe een voorlopige vergunning verleend, een extra gewicht van 8 à 9 ton werd voor de funderingen echter te zwaar geacht.